# Cutato
Cutato – miasto w Angoli, w prowincji Cuando-Cubango.